# Diplopterygium cantonense
Diplopterygium cantonense är en ormbunkeart som först beskrevs av Ren-Chang Ching, och fick sitt nu gällande namn av Takenoshin Nakai. Diplopterygium cantonense ingår i släktet Diplopterygium och familjen Gleicheniaceae. Inga underarter finns listade.